# 富蘭克林 (阿肯色州)
富蘭克林（英語：Franklin）是一個位於美國阿肯色州伊澤德縣的市鎮。

## 地理
富蘭克林的座標為36°10′31″N 91°45′59″W / 36.17528°N 91.76639°W，而該地的平均海拔高度為191米（即627英尺）。

## 人口
根據2020年美國人口普查的數據，富蘭克林的面積為5.52平方千米，皆為陸地。當地共有人口191人，而人口密度為每平方千米34人。